# Saint-Vert
Saint-Vert è un comune francese di 108 abitanti situato nel dipartimento dell'Alta Loira della regione dell'Alvernia-Rodano-Alpi.

## Note

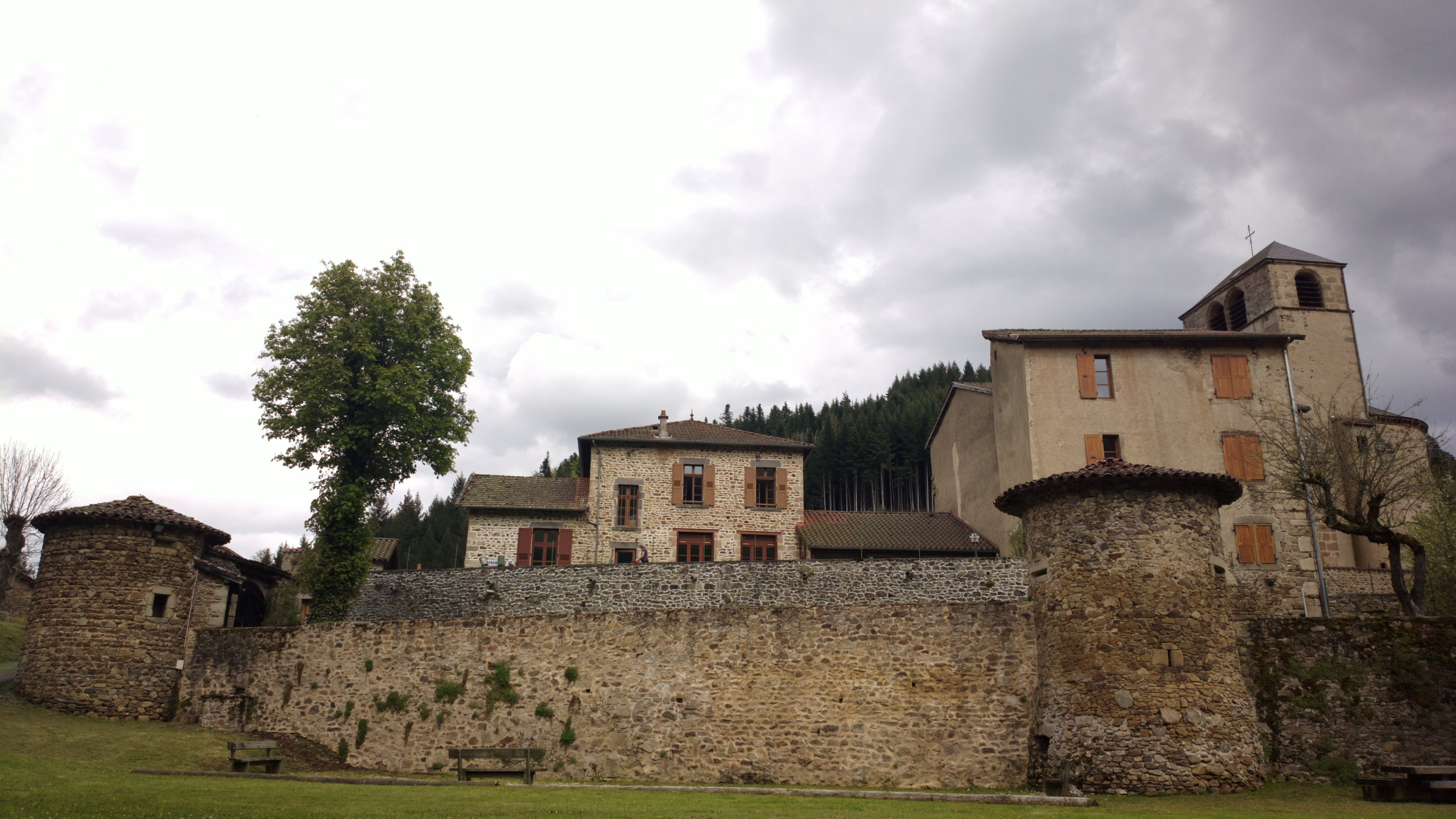

## Società

### Evoluzione demografica
Abitanti censiti